# 명탐정 코난: 화염의 해바라기
《명탐정 코난: 화염의 해바라기》(일본어: 名探偵 コナン 業火の向日葵)은 명탐정 코난 시리즈의 19번째 극장판이다. 
대한민국에서는 부천국제판타스틱영화제에서 먼저 상영 되었고, 8월 5일 전국적으로 개봉되었으며, 개봉 이후 투니버스에서 2016년 6월 27일 ~ 6월 28일 양일간에 걸쳐 첫방송되었다.

## 시놉시스
뉴욕 최대 미술품 경매장에서 빈센트 반 고흐의 명화 ‘해바라기’가 사상 최고액 3억 달러에 낙찰된다. 그림을 소유하게 된 정지로 회장의 목표는 전 세계에 흩어져 있는 고흐의 ‘해바라기’ 일곱 작품을 모아 최초로 전시하는 것. 난공불락을 자랑하는 레이크 록 미술관에서의 대규모 전시 계획을 발표하는 기자회견이 전 세계에 생중계되는 가운데 갑자기 괴도 키드가 출현! 고흐의 해바라기를 접수하겠다는 예고장을 날리고 바람처럼 사라지는데… 키드는 왜 고흐의 명화를 노리는 걸까? 명탐정 코난 VS 괴도 키드, 두 천재의 불꽃 대결이 시작된다!

한국어판 시놉시스

## 등장 인물

### 주조연 캐릭터
- 에도가와 코난 (코난)
- 쿠도 신이치 (남도일)
- 모리 코고로 (유명한)
- 모리 란 (유미란)
- 스즈키 소노코 (정보라)
- 괴도키드 (고희도)
- 코지마 겐타 (고뭉치)
- 츠부라야 미츠히코 (박세모)
- 요시다 아유미 (한아름)
- 하이바라 아이 (홍장미)
- 아가사 히로시 (브라운 박사)
- 스즈키 지로키치 (정지로)
- 나카모리 긴죠 (임은삼 반장)
- 메구레 쥬죠 (골롬보 반장)

### 극장판 캐릭터
7인의 사무라이 (7인의 호위무사)
- 미야다이 나츠미 (나수미) [감정]

회화, 역사 감정사. 확실한 실력으로 신속한 감정을 해낸다. 반 고흐의 작품인 '해바라기'에 대한 모든 학설도 연구하고 있다.
- 아스마 코우지 (고우진) [복구]

회화의 보존과 관리를 하는 그림 복원사로, 그림을 파는 동생이 있다. '해바라기'에 대해서 어느 야망을 가지고 있다.
- 케이코 앤더슨 (케이트) [기획]

「일본 도쿄 해바라기 전」의 민완
프로듀서. 큐레이터들의 지휘를 맡고 있다.
- 이시미네 타이조 (이시영) [운반]

풍부한 지식과 경험을 가진 회화의 운반 프로. 그 업계에서는 이름있는 소문난 사람이다.
- 키시 쿠미코 (구미홍) [연출]

미술계에서 유명한 연출가. 용모단정한 두뇌파로, 레이크 록의 전시 시스템을 고안한 사람이다.
- 챨리 (Charlie) [보안]

경비 담당으로 자신은 뉴요커라고 한다. 엄격한 성격으로 정의감이 강하고, 괴도 키드를 적대시하고 체포에 집념을 불태운다.

#### 그 외
- 우메노

미술관의 '해바라기'를 지켜보는 수수께끼의 노파이다.
- 아즈마 키요스케 (고기용)

아즈마 코지의 할아버지. 아시야의 저택에서 목수로 더부살이하며 일하고 있었지만, 제 2차 세계 대전에 휘말려 '해바라기'가 GHQ에 회수되기 전에 숨기려고 하다가 사망했다.
- 하라구치 히데오

손해 보험 재팬 일본 고아 미술관의 관장. 괴도 키드와의 거래에 대한 독방에서 혼자 대기하게 된다.
- 레이크 록 미술관의 안내원 (강지영[3])

정지로 회장이 해바라기 전시회를 위해 만든 레이크 록 미술관의 안내원 역을 맡았다.

## 특징
- 역대 극장판 중 살인 사건이 없었던 극장판이기도 하다.
- 극중에서 살인 사건이 없었기 때문에 메구레 경부 (골롬보 반장)를 제외한 나머지 경시청 형사들은 등장하지 않았다.
- 괴도키드의 중심 내용이라, 코난의 액션신은 비교적 없었고 괴도키드의 비행신 정도가 전부이다.
- 열과 기압의 차를 알고 있다면 스토리 이해가 쉽다.
- 영화 마지막 부분에 진의 목소리로 "키르..버본.. 설마.."라는 목소리가 들린 것으로 보면 다음 극장판 작품인 20기는 검은조직 관련 극장판일 가능성이 높다. 그리고 실제로 2016년 4월 16일 일본에서는 명탐정 코난: 순흑의 악몽이라는 제목으로 검은 조직 관련 영화가 상영되었으며, 대한민국에서는 2016년 8월 3일 개봉하였다.
- 미야다미 나츠미는 역대 극장판 중 다섯번째로 등장한 여성 범인이다.
- 한국 극장판에는 마지막 장면이 상영되지 않았다.

## 배경
- 미국 뉴욕 프리덤타워, 일본

## 주제가
- 오!리발(オー！リバル) - 포르노그라피티(ポルノグラフィティ)

## 평가
명탐정은 없다.
명탐정 코난 시리즈에선 어느 순간부터 추리 요소가 사라졌다. 그걸 감안해도 이번 극장판은 조금 심할 정도다. 범행 과정과 사연을 간단히 설명한 후 나머지는 추격 액션에 할애했는데, 그마저 늘어진다. 다이하드가 되어버린 코난시리즈. 코난과 괴도 키드가 매력적인 캐릭터긴 해도 이런 구성은 그저 안일하다고밖에 말할 수 없다. 그럼에도 재미를 발견하는 팬도 있을 것이다. 물론 팬이기에 더 실망할 수도 있다.

송경원 (씨네21) | ★★

이번 극장판은 유난히 악당의 사연에 공감을 할 수 없다
- 김보연 | ★★☆

## 제작 위원회
- 원작 - 아오야마 고쇼
- 감독 - 시즈노 코분
- 각본 - 사쿠라이 타케하루
- 음악 - 오노 카츠오
- 애니메이션 제작 - TMS / V1 Studio
- 제작 - 명탐정 코난 제작위원회 (소학관, 요미우리 TV, 닛폰 TV 방송망, 쇼가쿠칸 슈에이샤 프로덕션, 토호, TMS 엔터테인먼트)